# Miksavár
Miksavár (horvátul: Macinec) falu Horvátországban, Muraköz megyében. Közigazgatásilag Drávavásárhelyhez tartozik.

## Fekvése
Csáktornyától 8 km-re nyugatra, központjától Drávavásárhelytől 5 km-re délnyugatra fekszik.

## Története
A mai falu területén már az 1. században állt a rómaiak Maxentia nevű erődítménye, mely a 7. századig létezett. Emléke azonban a további századokra is fenn maradt, úgyhogy a falut még 1077-ben is "Maksencija" néven említik először. Miksaváron már 1334-ben állt a Szent Márton tiszteletére szentelt templom, melyet ekkor a templomosok gondoztak. Az ezt követő gótikus kápolnát  1475-ben szentelték fel, ezt egy máig fennmaradt dátumos konzol igazolja. A kápolnát később későgótikus templommá bővítették. A mai templomot, mely a Sarlós Boldogasszony tiszteletére van szentelve 1878 és 1881 között építették.
Vályi András szerint " MACZINECZ. Horvát falu Szala Várm. földes Urai G. Álthán Uraság, lakosai katolikusok, határja közép termékenységű, réttye, legelője meg lehetős."
A 18. század végén Miksavár önálló közigazgatású település lett, majd 1818-tól önálló plébánia is, addig ugyanis Drávavásárhelyhez tartozott. A település fejlődésén nagyot lendített a vasútvonal 1860-as megépülése. A népiskolát 1857-ben alapították, két évvel később megépült az első iskolaépület is, ahol 1901-től zágrábi apácák tanítottak. Négy falu gyermekei jártak ide. Az iskola 1956-tól nyolcosztályos lett. A mai iskolaépület 1989-ben épült.
A falu 1920 előtt Zala vármegye Csáktornyai járásához tartozott. 1913-ban Lipnjak plébános megalapította az itteni híres vegyeskart. 1922-ben megalakult az önkéntes tűzoltóegylet, mely a település legrégibb egyesülete. 1941 és 1944 között ismét Magyarország része volt. A helyi labdarúgó klubot 1973-ban alapították, a sportház 1986-ban épült. A falu napját augusztus 15-én, Nagyboldogasszony ünnepén tartják. 2001-ben 618 lakosa volt.

## Nevezetességei
A település délnyugati szélén álló Sarlós Boldogasszony tiszteletére szentelt plébániatemplomot mai formájában 1878 és 1881 között építették. Ezen a helyen már korábban is volt egy templom, amelyből nyolc kőkonzol maradt meg, amelyeket beépítettek az új épületbe. Az egyik konzolba az 1475-ös évszám van bevésve, ami biztos támpontot ad a régi romos szentély építéséről. A templomnak karcsú, magas harangtornya van, mely a fő nyugati homlokzaton áll, hosszúkás hajója és keskenyebb, sokszögű szentélye van. Külsejét támpillérek támasztják alá, amelyek között hosszúkás neogótikus ólomüveg ablakok találhatók. A templom teljes berendezése neogótikus stílusú. Ma már nemcsak vallási, hanem kultúrtörténeti emlékhely is. Restaurálása folyamatban van.

## Híres emberek
Itt született 1884-ben a muraközi horvát nemzeti mozgalom kiemelkedő alakja dr. Ivan Novak. A Magyarországtól történt elszakadás után a muraközi gazdasági és politikai élet szervezője, a Muraköz első polgári biztosa. Az ő nevét viseli a falu iskolája.

## Külső hivatkozások
- Drávavásárhely hivatalos oldala (horvát nyelven)
- Miksavár Drávavásárhely turisztikai honlapján